# Zoran Slavnić
Zoran Slavnić, né le 26 octobre 1949 à Belgrade, est un ancien joueur puis entraîneur de basket-ball serbe.

## Biographie
En mai 2007, il se voit confier la direction des « Plavi », l'équipe de Serbie. Il est cependant confronté aux même problèmes rencontrés par ses prédécesseurs : les grands joueurs serbes, évoluant soit en NBA, soit dans les grands clubs européens, ne sont pas tous prêt à rallier la sélection. Il doit ainsi affronter les forfaits de Peja Stojaković, Nenad Krstić, Igor Rakočević, Vladimir Radmanović, Miloš Vujanić, Vule Avdalović et encore bien d'autres. Seuls trois vétérans répondent présent, Milan Gurović, Marko Jarić et Darko Miličić, venant ainsi une jeune génération de joueurs serbes. 
Lors du Championnat d'Europe 2007 en Espagne, la Serbie est incapable de gagner le moindre match lors premier tour.

## Club
- 1983-1984 :  Sibenik
- 1984-1985 :  KK Partizan Belgrade
- 1985-1987 :  Jugoplastika Split
- 1988-1991 :  Étoile rouge de Belgrade
- 1991-1992 :  Dafni Athènes
- 1994-1995 :  Étoile rouge de Belgrade
- 1995-1996 :  Joventut Badalone
- 1996-1997 :  Iraklis Salonique

- GHP Bamberg

## Carrière de joueur

### Jeux olympiques d'été
- Jeux olympiques de 1980 à Moscou, URSS
- Jeux olympiques de 1976 à Montréal, Canada

### Championnat du monde
- Championnat du monde 1978 aux Philippines

### Championnat d'Europe de basket-ball
- Championnat d'Europe 1977 en Belgique
- Championnat d'Europe 1975 en Yougoslavie
- Championnat d'Europe 1973 en Espagne

### Distinction personnelle
- Élu au FIBA Hall Of Fame en 2013[1].